# Karl Seitz
Pour les articles homonymes, voir Seitz.
Karl Seitz, né le 4 septembre 1869 à Vienne où il est mort le 3 février 1950, est un homme d'État autrichien, premier président de la République d'Autriche.